# Carl Friedrich Echtermeier

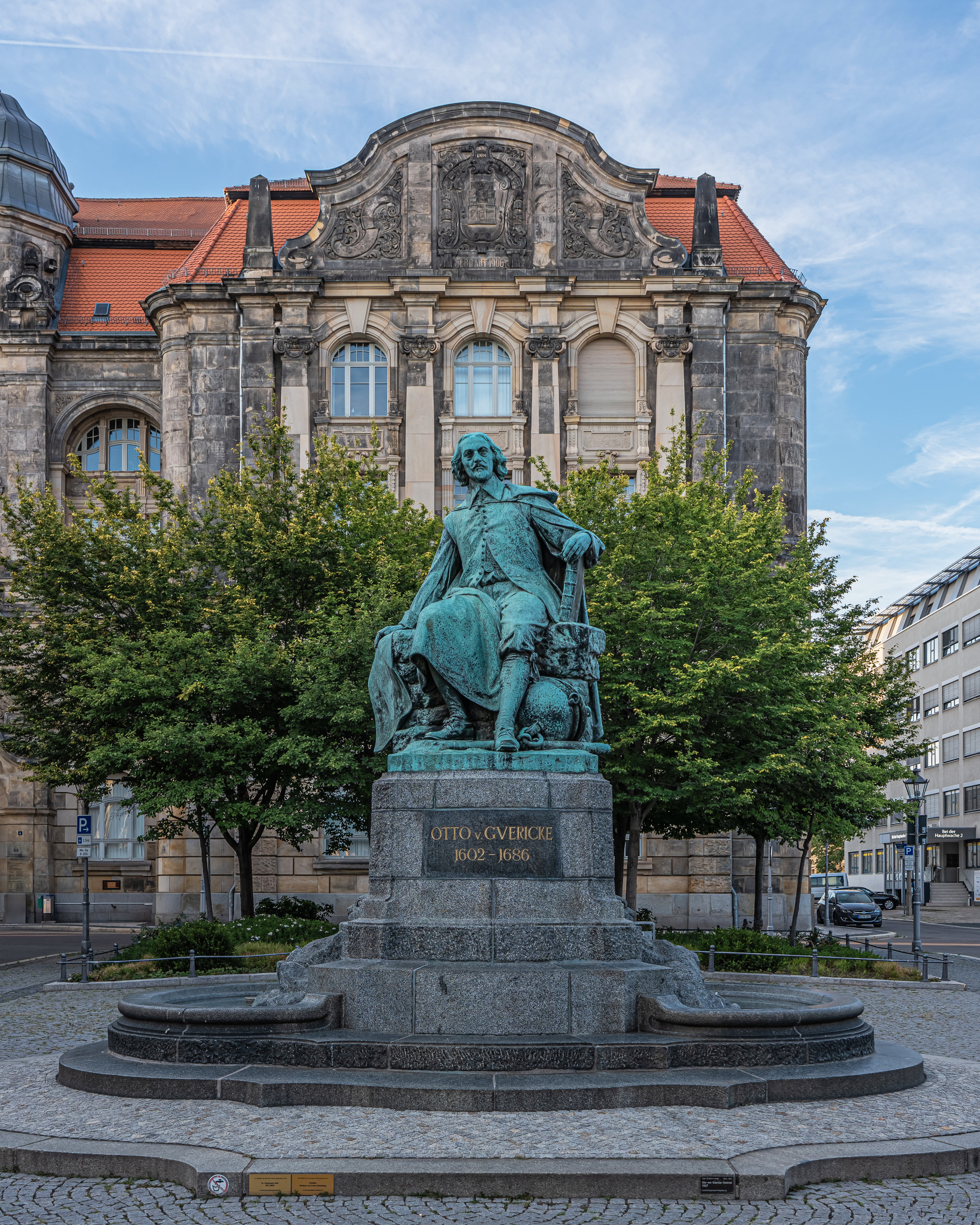
Monument pour Otto von Guericke.

Carl Friedrich Echtermeier, également connu sous le nom de Carl Echtermeier ou Karl Echtermeyer, né le 27 octobre 1845 et mort le 30 juillet 1910, est un sculpteur allemand. 

## Biographie
Carl Friedrich Echtermeier, fils d'un plâtrier de Cassel, en électorat de Hesse, il apprend les rudiments de son métier dans l'atelier de son père. Il étudie ensuite aux académies d'art de Cassel, de Munich et de Dresde. Au début de la vingtaine, sa statue de satyre  lui vaut une grande renommée. En 1870, il épouse Margarete Stubenrauch et entreprend un grand voyage en Italie. 
En 1871, il fonde son propre atelier de sculpteurs à Dresde. En 1883, il  commence à enseigner à l'école polytechnique de Braunschweig (aujourd'hui Université de technologie de Braunschweig ). Le professeur Echtermeier, qui reçoit également le titre officiel de "Geheimer Hofrat" (conseiller privé), meurt en 1910 à Braunschweig. 
Carl Echtermeier est lié à l'écrivain Ernst Theodor Echtermeyer (1805 - 1844) et au peintre Curt Echtermeyer (1896 - 1971). Peut-être à la suite d'une dispute avec l'un de ses trois fils, il a changé l'orthographe de son nom en 1905.

## Œuvres
- Satyre dansant (1867/68)
- La danse de Maenad (1870)
- allégories des arts et des sciences (1877/79), pour le foyer de l'école polytechnique de Braunschweig
- les allégories en marbre de huit pays (1882, pour Schloss Wilhelmshöhe)[Note 1]
- projet de monument en bronze pour le compositeur Franz Abt (1891, melted down in Second World War)
- monument d'Otto von Bismarck (1899, Magdeburg, destroyed)
- monument pour l'écrivain Karl Leberecht Immermann (1899, Magdeburg)
- projet de monument en bronze pour le réformateur protestant Johannes Bugenhagen (1902, Église des Franciscains de Brunswick (de), démantelé pendant la Seconde Guerre mondiale)
- monument pour Otto von Guericke en sa qualité de scientifique (1907, Magdebourg)[Note 2]
- plusieurs bustes de portraits à Braunschweig
- un certain nombre de statues funéraires à Hanovre et ailleurs.